# KYLYN (アルバム)
『KYLYN』（キリン）は、1979年6月に発売された渡辺香津美のアルバム。「KYLYN」は当時渡辺が主宰したグループの名称でもある。本アルバムでは坂本龍一が共同プロデュースをつとめ、シンセサイザー奏者としてもフィーチャーされている。 

## 参加者
- 渡辺香津美 ：ギター、フレットレス・ベース（M-6）
- 坂本龍一 ：アコースティック・ピアノ（M-2,6,7,8）、フェンダー・ローズ（M-1,3,4,5,9）、シンセサイザー
- 矢野顕子 ：アコースティック・ピアノ（M-3,5）、フェンダー・ローズ（M-7,8）、アープ・オデッセイ（M-5）、ボーカル（M-8）
- 益田幹夫 ：CP-70 エレクトリック グランド（M-1,4）、フェンダー・ローズ（M-2）
- 小原礼 ：ベース
- 村上秀一 ：ドラムス（M-1,2,4）
- 高橋ユキヒロ ：ドラムス（M-5,7,8,9）
- ペッカー ：パーカッション
- 向井滋春 ：トロンボーン（M-1,2,4）
- 本多俊之 ：アルト・サックス（M-1,2,4）、ソプラノ・サックス（M-4)
- 清水靖晃 ：テナー・サックス（M-1,2,4）
- 多アンサンブル ：ストリングス（M-5,6）

## 収録曲
1. "199X"（作曲：渡辺香津美） 1:56
2. "Sonic Boom"（作曲：渡辺香津美）　6:30
3. "Water Ways Flow Backward Again"（作曲：矢野顕子） 5:17
4. "Milestones"（作曲：Miles Davis） 8:15
5. "E-Day Project"（作曲：坂本龍一） 5:45
6. "Akasaka Moon"（作曲：渡辺香津美 ） 4:34
7. "Kylyn"（作曲：坂本龍一） 2:29
8. "I'll Be There"（作詞：矢野顕子、作曲：坂本龍一） 6:38
9. "Mother Terra"（作曲：坂本龍一） 3:25